# Olivier Bauza

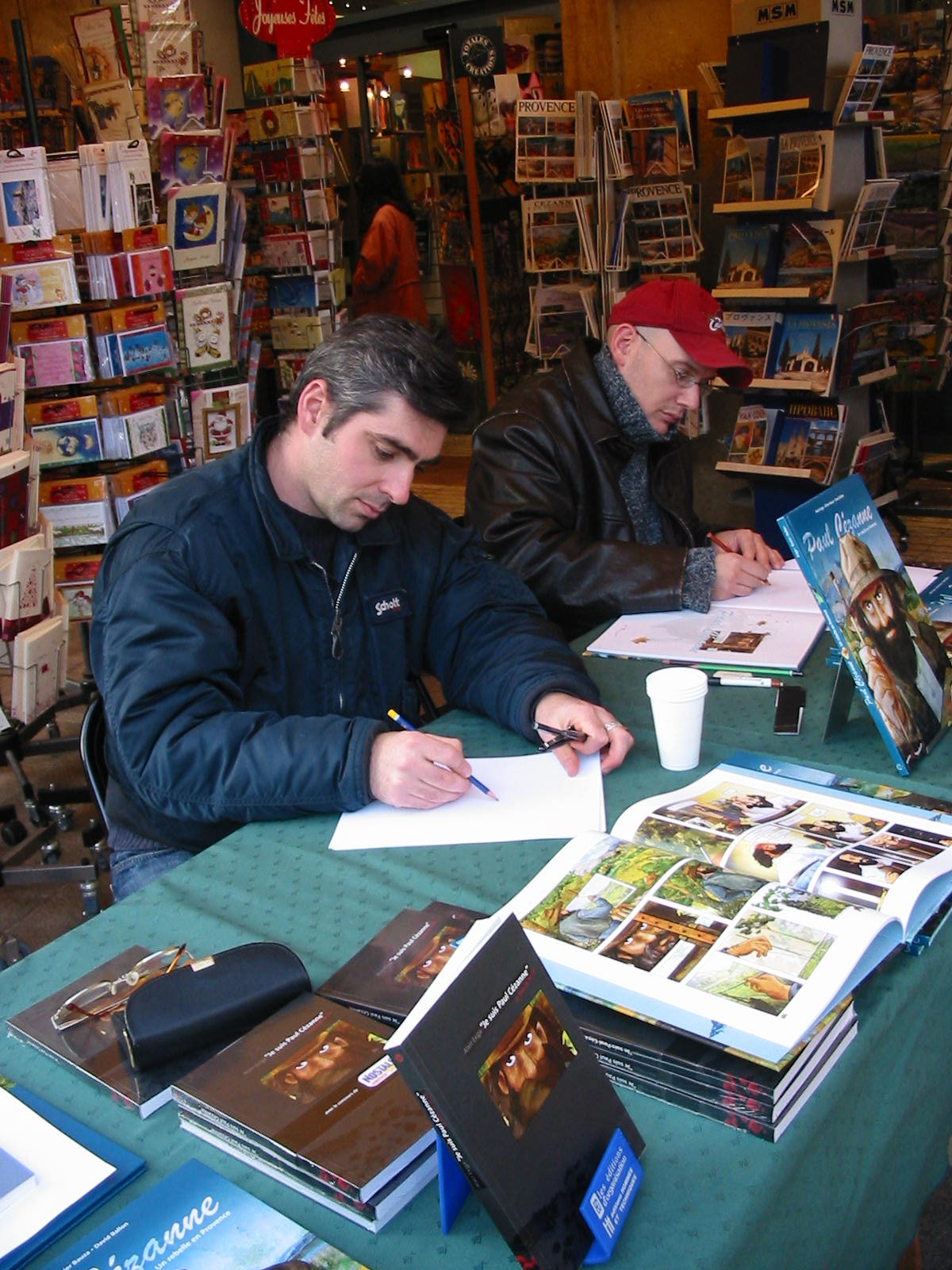
Olivier Bauza und David Ballon 2005 beim Signieren von Comic-Alben

Olivier Bauza (* 16. Februar 1970 in Marseille) ist ein französischer Comicautor.

## Werke
- Vestiges, légendes de Haute-Provence, 1994, éd. Synopsis.
- Baladins, voyage au cœur de la Provence, 1996, éd. Artis.
- Jadis, contes et légendes de Provence, 2000, éd. Artis.
- Cumulus, petit nuage au grand cœur, 2004, éd. Artis.
- Paul Cézanne, un rebelle en Provence, 2005, éd. Cerises & Coquelicots.
- Superpépette, 2007, Spirou-Hebdo, éd. Dupuis.